# Mesometopa sinuata
Mesometopa sinuata är en kräftdjursart som beskrevs av Robert Alan Shoemaker 1964. Mesometopa sinuata ingår i släktet Mesometopa och familjen Stenothoidae. Inga underarter finns listade i Catalogue of Life.